# 多自然川づくり
多自然川づくり（たしぜんかわづくり）とは、1989年度から旧建設省（現在の国土交通省）が実施している河川事業の一つ。日本のすべての河川の川づくりの基本方針とされている。
旧称は多自然型川づくり（たしぜんがたかわづくり）。1990年（平成2年）に「『多自然型川づくり』の推進について」として建設省から全国に通達され、2006年（平成18年）の国土交通省の通達「『多自然川づくり』の推進について」によって“多自然川づくり”へと発展・改称された。

## 概要
国土交通省は公式WEBサイトで、多自然川づくりを「河川全体の自然の営みを視野に入れ、地域の暮らしや歴史・文化との調和にも配慮し、河川が本来有している生物の生息・生育・繁殖環境及び多様な河川景観を保全・創出するために、河川管理を行うことです。」と定義し、その適用範囲を「『多自然川づくり』はすべての川づくりの基本であり、すべての一級河川、二級河川及び準用河川における調査、計画、設計、施工、維持管理等の河川管理におけるすべての行為が対象となります。」と述べ、ガイドラインを「多自然川づくり基本指針」（2006年（平成18年）10月13日通達別添）に示している。従来の治水や水利の観点には欠けていた、河川の生態系と景観の保全・回復・創出を流域の歴史や文化にも目配りした上でおこなうことを日本の河川管理の基本方針として明示した点が特徴的である。

### 事業の経緯と概念
当初は「多自然型川づくり」の事業名称で、1990年11月6日に建設省（現・国土交通省）が全国に「『多自然川づくり』の推進について」および「『多自然型川づくり』実施要領」を通達したことに端を発している。
治水の項にあるように、日本の「多自然型川づくり」は、“近自然的な”河川整備を日本的に咀嚼した河川づくりとされている。この「近自然的河川づくり」とは、1970年代ヨーロッパのスイスやドイツ、オーストリアで誕生した「Wasserbau（かわづくり）」という河川整備概念である。Wasserbauの自然をいかした川づくり概念には2つの種類「naturnah」と「mehr Natur」があり、日本では前者 naturnah を「近自然」、後者 mehr Natur を「多自然」と訳している。関正和ら当時の建設省河川技術陣は、後者を事業名に採用したとされている。一方の「Naturnaher Wasserbau」の方は、学術用語として「近自然河川工法」という工法名称を生み出した。
Mehr Naturの訳語としての多自然という言葉は、自然が多いという意味ではなく、自然の捉え方、多様性という意味を指している。日本の河川行政は、上記の建設省通達「『多自然型川づくり』の推進について」（1990年）を転機にして、1997年（平成9年）の河川法改正とあわせ、住民参加型の多自然型川づくりの実現が基本方針となった。
2005年（平成17年）9月、国土交通省は「『多自然型川づくり』レビュー委員会」を設置して15年間の成果を検討し、“多自然型川づくり”の概念が共通認識となっておらず、必ずしも十分な成果は上がっていないとする厳しい評価を含む委員会提言「多自然川づくりへの展開」を受けたことから、名称も特定の工法や区間にのみ適用されるモデルケースとの印象を与える「型」を取り除いた“多自然川づくり”に改めた上で、2006年（平成18年）10月13日、新たに「『多自然川づくり』の推進について」および「多自然川づくり基本指針」を全国に通達し、「今後、『多自然川づくり』をすべての河川における川づくりの基本と」すると明記されて、現在に至っている。
その後、2016年（平成28年）12月に国土交通省は「河川法改正20年 多自然川づくり推進委員会」を設置して、1997年の河川法改正から20年、2006年の「多自然型川づくり」レビュー委員会提言から10年を経た多自然川づくりの現状の評価と課題について審議を求め、2017年（平成29年）6月に提言「持続性ある実践的多自然川づくりに向けて」が公表された。

## 多自然川づくりに関連する主な人物
アイウエオ順。
- 岡崎文吉 - 1909年（明治42年）に「自然主義」による治水事業を提唱した人物。
- 亀岡 徹 - 当時 五十崎町まちづくりシンポの会世話人[17]。自然環境と調和した川づくりを提唱した人物の一人[18][19]。
- 萱場祐一 - 独立行政法人土木研究所 自然共生研究センター長。
- クリスチャン・ゲルディ - 当時スイス チューリッヒ州建設局河川保護・建設課長[17]。近自然河川工法を日本に紹介した人物。1988年秋に初来日[20]、その後も数度にわたり来日して講演している[21]。
- 桜井善雄 - 信州大学名誉教授。
- 島谷幸宏 - 九州大学大学院教授。「多自然型川づくり」レビュー委員会委員。
- 杉山惠一 - 静岡大学名誉教授。生物学者。静岡大学構内に日本で初めての学校ビオトープを作成。静岡県自然保護協会の中心メンバー、自然環境復元研究会設立に参加[22][23]。
- 妹尾優二 - 多自然型川づくりの専門家。『多自然型川づくりを越えて』（2007年）の共著者。
- 関 正和 - 当時 建設省職員（リバーフロント整備センター研究第二部次長）。自然環境と調和した川づくりを提唱した中心人物の一人[24][18][25][26]。
- 玉井信行 - 金沢大学教授、東京大学名誉教授。
- 千田 稔 - 自然環境と調和した川づくりを提唱した人物の一人。
- 土屋十圀 - 前橋工科大学教授。
- 中村太士 - 北海道大学大学院教授。「多自然型川づくり」レビュー委員会、河川法改正20年 多自然川づくり推進委員会の委員。
- 福留脩文 - 当時 西日本科学技術研究所所長[27]。スイス・ドイツの近自然河川工法を日本に初めて紹介した多自然型川づくりの提唱者の一人[28][18][29]。
- 森 清和 - 当時 横浜市職員。自然環境と調和した川づくりを提唱した人物の一人[27]。
- 山岸 哲 - 当時 山階鳥類研究所所長、元京都大学大学院教授。「多自然型川づくり」レビュー委員会、河川法改正20年 多自然川づくり推進委員会の委員長。
- 山道省三 - NPO法人全国水環境交流会代表理事[30]。
- 山本晃一 - 河川環境管理財団河川環境総合研究所長。
- 吉川勝秀 - 当時 建設省職員[31]。河川工学者。のち日本大学教授。『多自然型川づくりを越えて』（2007年）の編著者。
- 吉村伸一 - 多自然型川づくりの専門家。『多自然型川づくりを越えて』（2007年）の共著者。